# Ópera Nacional de Ucrania

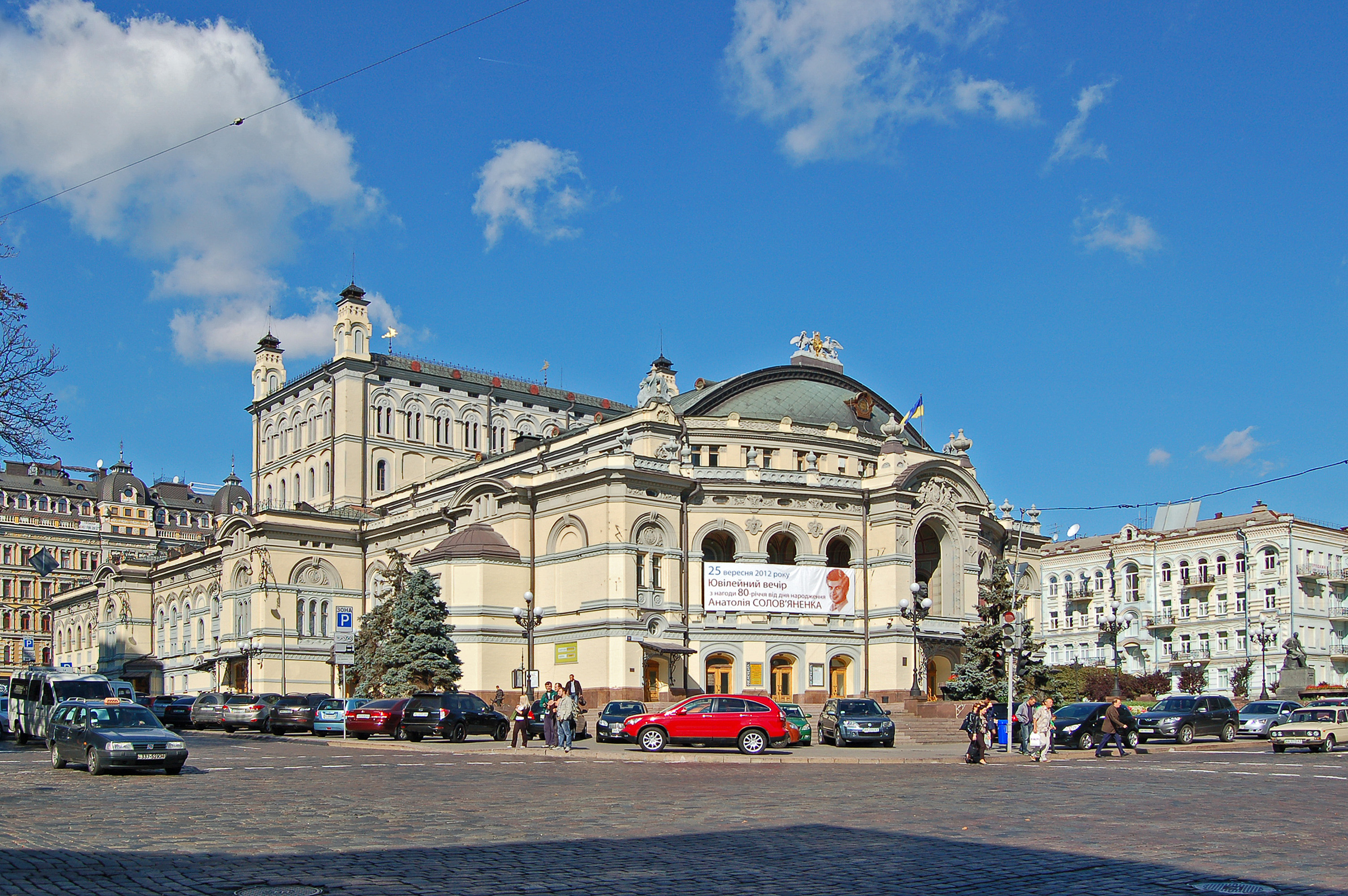
La Ópera Nacional de Ucrania Taras Shevchenko de Kiev.

La compañía de la Ópera de Kiev se fundó en septiembre de 1867 y es la tercera más antigua de Ucrania, tras la de Odesa y la de Lviv. Desde 1867 hasta su destrucción en un incendio en 1896, esta compañía actuó en el Teatro de la Ciudad de Kiev. En 1901 se inauguró el nuevo edificio, en el que actúa la compañía desde entonces y que se denomina oficialmente Ópera Nacional de Ucrania Taras Shevchenko. En 1911 se produjo en el teatro el asesinato del primer ministro Pyotr Stolypin a manos de un revolucionario de izquierdas. La Ópera de Kiev ha sido una de las más importantes de Europa desde la Primera Guerra Mundial.

## Historia

### Inicios: 1867 –sigloXX
La compañía de ópera de Kiev fue fundada en verano de 1867 por Ferdinand Berger (?-1875). Berger consiguió invitar a muchos cantantes, músicos y directores talentosos, y el ayuntamiento (duma) ofreció a la compañía que usaran el Teatro de la Ciudad (construido en 1856, diseñado por el arquitecto I. Shtrom) para sus actuaciones. Oficialmente, el teatro se llamaba Teatro de la Ciudad pero se le conocía habitualmente como Ópera Rusa. El día de su primera actuación, el 8 de noviembre de 1867 (27 de octubre en el calendario juliano), se declaró día festivo en la ciudad. El debut de la compañía fue la representación de la ópera La tumba de Askold de Alexey Verstovsky. Su éxito se debió a los talentos vocales de la época O. Satagano-Gorchakova, F. L'vov y M. Agramov y a la cautivadora trama de la obra, que se basaba en algunos de los episodios más importantes de la historia de la ciudad.
Las primeras representaciones de la compañía eran en su mayor parte de óperas rusas, como Ruslan y Ludmila de Mikhail Glinka, Rusalka de Alexander Dargomyzhsky, Macabeos de Anton Rubinstein y El poder de la amistad de A. Serov, así como óperas europeas traducidas como El Barbero de Sevilla de Rossini, Las Bodas de Fígaro de Mozart, Der Freischütz de Weber, Lucia di Lammermoor de Donizetti y óperas de Giuseppe Verdi, que se convirtió en el favorito de los habitantes de Kiev.
El 4 de febrero de 1896, tras una actuación por la mañana de Eugene Onegin de TchaikovskyChaikovski, se desató un incendio en el teatro, provocado por una vela no apagada del teatro. El incendio consumió todo el edificio en unas pocas horas. Durante el incendio se perdió una de las mayores bibliotecas de música de Europa, junto con los disfraces y escenografías de muchas representaciones. Después del incendio del Teatro de la Ciudad, la compañía actuó en otros escenarios durante varios años, como el Teatro Bergonie (actual Teatro Nacional de Drama Ruso Lesya Ukrainka), el Teatro Solovtsov (actual Teatro Nacional Iván Frankó) e incluso en la arena del famoso Circo Krutikov.

### Principios delsigloXX
Después del incendio, el ayuntamiento convocó una competición internacional para diseñar un nuevo edificio para la Ópera de Kiev. La propuesta ganadora fue la de Victor Schröter. Diseñó el exterior en estilo neorrenacentista y tuvo en cuenta las necesidades de los actores y espectadores. El interior era una mezcla del estilo clásico y el modernista Wiener Moderne. Sin embargo, su mayor logro fue el escenario, uno de los mayores de Europa y diseñado con los últimos avances en ingeniería.

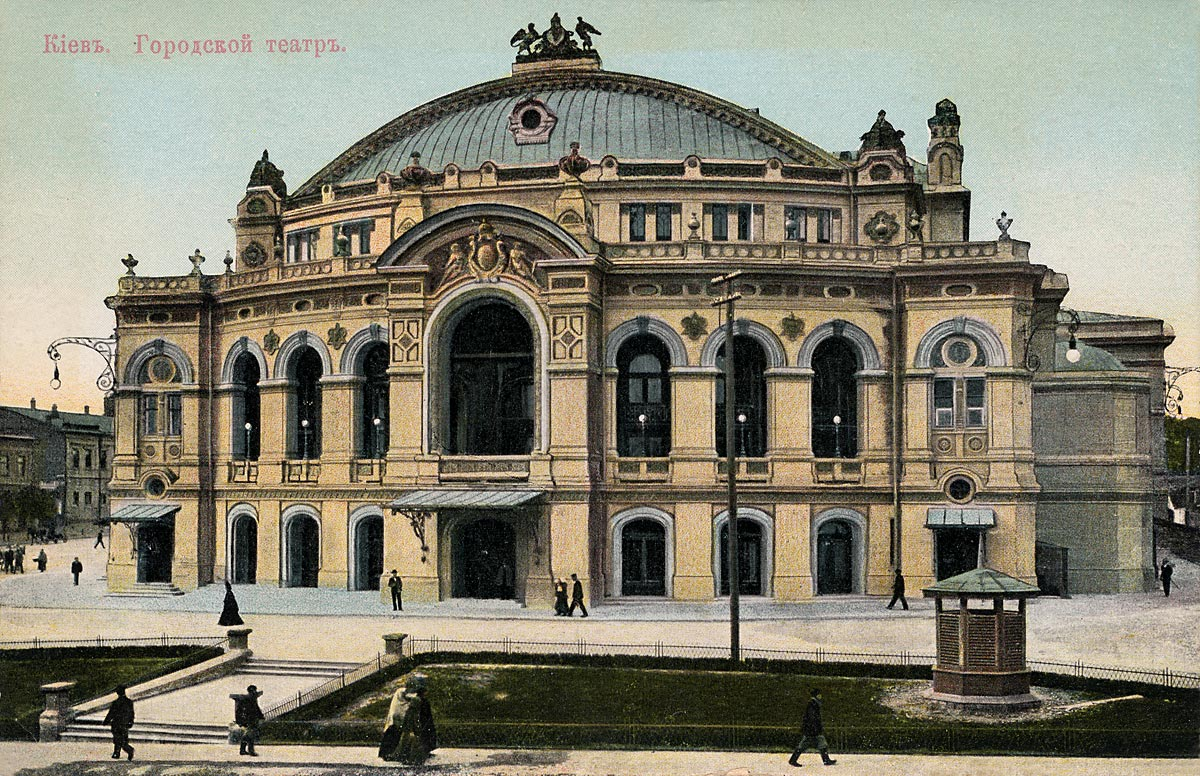
La Ópera de Kiev a principios del.

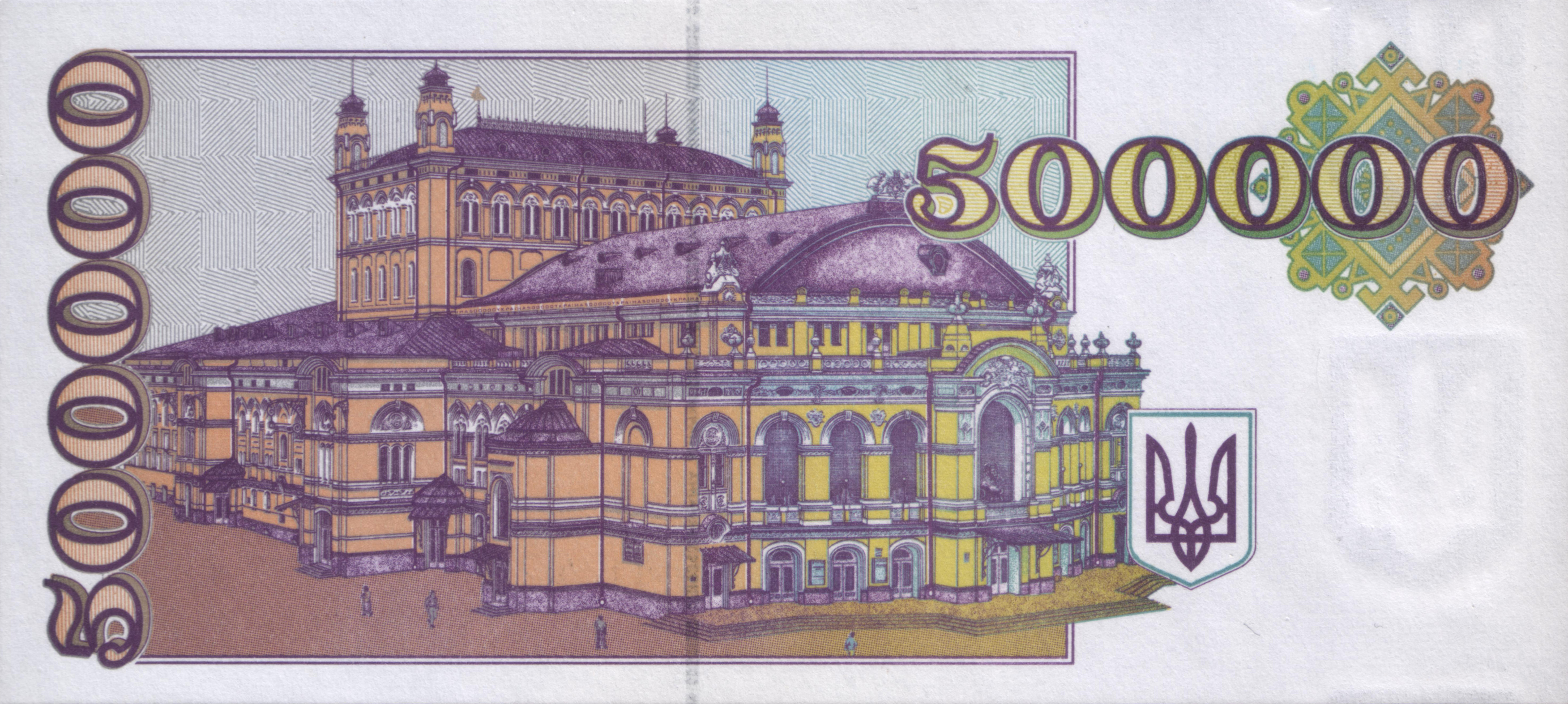
La ópera en los billetes de Ucrania de los años 1990.

El 29 de septiembre de 1901 (16 de septiembre en el calendario juliano) se realizó la solemne ceremonia de inauguración del nuevo teatro con una representación de una cantata del compositor Wilhelm Hartweld (1859-1927) y la presentación de la ópera Vida al Zar de M. Glinka.
El 14 de septiembre de 1911 (1 de septiembre en el calendario juliano), se representó en la Ópera de Kiev El cuento del zar Saltán de Rimski-Kórsakov en presencia del Zar y sus dos hijas mayores, las Grandes Duquesas Olga y Tatiana. En el interior del teatro se situaron noventa vigilantes. Durante un entreacto el Primer Ministro Pyotr Stolypin fue asesinado.
Según el general de la Guardia Imperial Rusa Alexander Spiridovich, después del segundo acto "Stolypin estaba de pie frente a la rampa que separa el parterre de la orquesta, dando su espalda al escenario. A su derecha estaban el Barón Freedericks y el General Suhkomlinov." Sus guardaespaldas personales se habían ido a fumar. Dmitry Bogrov, un revolucionario de izquierdas, disparó a Stolypin dos veces, una vez en el brazo y la otra en el pecho. Inmediatamente después, Bogrov corrió hacia una de las entradas y fue atrapado. "[Stolypin] se giró hacia el Palco Imperial. Viendo entonces que había entrado en el palco el Zar, le hizo un gesto con las dos manos para decirle que se volviera." La orquesta empezó a tocar Dios Salve al Zar. Los médicos esperaban que Stolypin se recuperara, pero, a pesar de que nunca perdió el conocimiento, su estado se deterioró. El día siguiente, el Zar se arrodilló afligido junto a la cama de Stolypin en el hospital repitiendo las palabras "Perdóname". Stolypin murió tres días después.
En la primera década del siglo XX, la Ópera de Kiev recibió a los cantantes más famosos de Ucrania y Rusia, como O. Petlyash, P. Tsecevich, K. Voronets, M. Medvedev, K. Brun, O. Mosin y O. Kamionsky, y a veces venían en giras estrellas de la ópera de Occidente. Se realizaron algunas representaciones poco frecuentes en la época: Die Walkure de Wagner, Sadkó de Rimski-Kórsakov y Mefistófeles de Arrigo Boito.
Según crecía Kiev, sobre todo tras el final de la Primera Guerra Mundial, la Ópera de Kiev ocupó un lugar cada vez más importante en la Unión Soviética y en el mundo. La Ópera de Kiev se convirtió en una de las más prestigiosas de Ucrania y la Unión Soviética. Kurt Adler fue Primer Director entre 1933 y 1935.